# Лизинг
Ли́зинг (англ. leasing от англ.  to lease — сдать в аренду) — вид финансовых услуг, форма кредитования для приобретения основных средств предприятиями и других товаров физическими и юридическими лицами. В английском языке нет различающихся понятий «аренда» и «лизинг» (понятием «lease» описываются любые арендные операции, в том числе и те, что в российском законодательстве получили название лизинговых).
Сублизинг — это передача прав пользования лизинговым имуществом третьим лицам.
Лизингодатель обязуется приобрести в собственность определённое лизингополучателем имущество у указанного им продавца и предоставить лизингополучателю это имущество за плату во временное пользование, с правом выкупа и без него. Чаще всего лизингом, как инструментом финансирования пользуются юридические лица, это связано с налоговыми льготами. В мировой практике широко распространён потребительский лизинг. Договор может предусматривать, что выбор продавца и приобретаемого имущества делает лизингодатель. Лизингополучатель может изначально являться собственником имущества.
Законодательство разных стран по-разному рассматривает налоговые последствия лизинга. В России лизинг позволяет применять ускоренную амортизацию, возможно перераспределение сроков уплаты НДС. По сути лизинг — это долгосрочная аренда имущества с последующим правом выкупа. Ратифицированная Россией конвенция УНИДРУА о международном финансовом лизинге не предусматривает обязательности права выкупа, возможна и только аренда. В 2017 году в ходе широкого публичного обсуждения с участниками рынка и экспертами предложена реформа лизинговой отрасли, предполагающая, помимо прочего, ведение Банком России специального реестра лизинговых компаний.

## Предмет лизинга
Предметом лизинга являются любые непотребляемые вещи, в том числе предприятия, здания, сооружения, оборудование, транспортные средства и другое движимое и недвижимое имущество.
Предметом лизинга не могут быть земельные участки и другие природные объекты, а также имущество, которое федеральными законами запрещено для свободного обращения или для которого установлен особый порядок обращения.
Земельные участки не могут быть самостоятельным предметом договора лизинга. Содержащийся в ст. 666 Гражданского кодекса Российской Федерации и ст. 3 Федерального закона «О финансовой аренде (лизинге)» запрет не распространяется на случаи, когда предметом лизинга служат здание (сооружение), предприятие, иной имущественный комплекс (постановления Президиума Высшего Арбитражного Суда Российской Федерации от 16.09.2008 № 4904/08 и 8215/08).
Предмет лизинга, переданный во временное владение и пользование лизингополучателю, является собственностью лизингодателя. Предмет лизинга, переданный лизингополучателю по договору финансового лизинга, учитывается на балансе лизингодателя или лизингополучателя по соглашению сторон.
Предметы лизинга относят к той или иной профильной группе. В зависимости от принадлежности к профильной группе рассчитывается показатель риска лизинговой сделки. В условиях экономической нестабильности риски возмещения остаточной стоимости в секторе автолизинга минимальны.

## Виды лизинга
В зависимости от срока полезного использования объекта лизинга и экономической сущности договора лизинга различают:
- Финансовый лизинг (финансовая аренда). Срок договора лизинга сравним со сроком полезного использования объекта лизинга. Как правило, по окончании договора лизинга остаточная стоимость объекта лизинга близка к нулю, и объект лизинга может без дополнительной оплаты перейти в собственность лизингополучателя. По сути является одним из способов привлечения лизингополучателем целевого финансирования (в целях приобретения объекта лизинга).[источник не указан 1089 дней]
- Оперативный лизинг (иногда «операционный лизинг» или «аренда»). Срок договора оперативного лизинга (аренды) существенно меньше срока полезного использования объекта. Обычно предметом оперативного лизинга (аренды) являются уже имеющиеся в распоряжении арендатора активы (может не быть третьей стороны — продавца). По окончании договора объект оперативного лизинга (аренды) либо (как правило) возвращается лизингодателю и может быть передан в лизинг (аренду) повторно, либо (как исключение) выкупается арендатором по остаточной рыночной стоимости. Арендная ставка может быть выше, чем по финансовому лизингу. Выделение и применение термина «операционный лизинг» является спорным.[источник не указан 1089 дней]

В МСФО термин «лизинг» не используется, а используются понятия «финансовая аренда» и «операционная аренда». Финансовую аренду называют лизингом, а операционную — арендой.
В договорах лизинга может быть предусмотрено техническое обслуживание поставляемой техники, обучения кадров и т. д. В договоре возможны положения о праве (или обязанности) лизингополучателя купить товар по истечении срока аренды.
Особым случаем является возвратный лизинг, при котором продавец лизингового имущества одновременно является лизингополучателем. Фактически это форма получения кредита под залог производственных фондов и получения дополнительного экономического эффекта от различий в налогообложении.

## Графики лизинговых платежей
Основными принятыми в практике графиками лизинговых платежей являются:
- регрессивный (ежемесячный платёж в течение срока лизинга уменьшается);
- аннуитетный (ежемесячный платёж в течение срока лизинга остаётся одинаковым);
- сезонный (график платежей привязывается к сезонности бизнеса лизингополучателя).

## Правовое регулирование лизинга в России
Финансовую аренду (лизинг) регулируют Гражданский кодекс РФ (ст. 665, 666), Федеральный закон от 29 октября 1998 года «О финансовой аренде (лизинге)», а также многочисленные подзаконные акты.

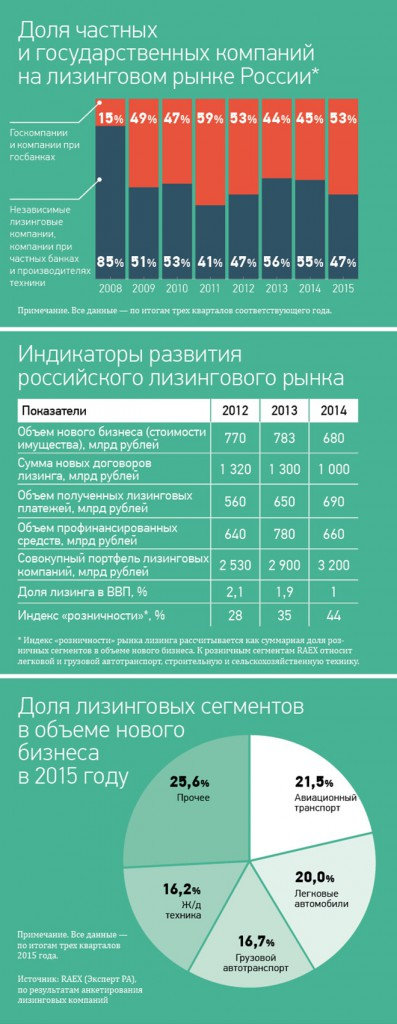

Существенные условия договора лизинга:
1. Условие о предмете лизинга;
2. Условие о продавце предмета лизинга или о том, что выбор продавца осуществляет лизингополучатель;
3. Условие о сроке лизинга;
4. Условие о цене (размере лизинговых платежей).

В случае отсутствия данных условий в тексте договора он будет считаться незаключённым.
В мае 2020 года стало известно, что единым куратором рынка лизинга в РФ станет Банк России. Это было сделано, в том числе, и для пресечения мошенничества в сфере лизинга.

## Экономическая целесообразность лизинга
Приобретение основных средств в форме лизинга позволяет снизить налоговую нагрузку предприятия. В частности, платежи по лизинговым договорам уменьшают налогооблагаемую базу по налогу на прибыль (являются затратами). Кроме этого, ускоренная амортизация (с коэффициентом 3) позволяет балансодержателю снижать базу для расчёта налога на имущество и дополнительно снизить базу расчёта налога на прибыль. Планирование потоков НДС при лизинге требует тщательного подхода в соответствии с действующими нормативными документами и иногда может обеспечить дополнительные выгоды при лизинге.
Особым случаем является возвратный лизинг, при котором лизингополучатель является одновременно и продавцом лизингового имущества. То есть организация берёт в лизинг оборудование (или другое имущество), которое изначально принадлежало ей самой. При возвратном лизинге между лизингодателем (лизинговой компанией) и организацией заключаются два договора: купли-продажи имущества и сдачи его в лизинг. Оба документа подписываются одновременно.
Возвратный лизинг не предполагает каких-либо изменений в производственном процессе. Он предназначен для покрытия недостатка в оборотных средствах компании, которая получает единовременно деньги за «проданное» имущество. Эту сделку можно сравнить с выдачей кредита под залог. Только для лизингополучателя расходы по лизинговому договору, как правило, ниже, чем проценты по банковским кредитам. Другая структура налогообложения и амортизации может обеспечить возвратному лизингу дополнительную привлекательность.

## Оценка лизингового договора
В российской практике принято указывать в договоре лизинга удорожание предмета лизинга (ставку удорожания). Обычно ставка удорожания рассматривается как годовые проценты и рассчитывается как разница в процентах между суммой всех платежей по лизинговому договору и стоимостью предмета лизинга, приведённая к годовой ставке с учётом срока договора лизинга.
Использование ставки удорожания в рекламных материалах может ввести лизингополучателей в заблуждение относительно реальной стоимости привлекаемого через лизинг внешнего финансирования в сопоставлении с тем, сколько стоил бы банковский кредит при аналогичных суммах займа и графике погашения.
Пример: предмет лизинга стоит 1 000 000 рублей. Договор на 5 лет. Удорожание 12 % за год (соответствует практике в 2007—2008 годах). При условии окончательного погашения стоимости имущества 1 000 000 рублей в конце лизингового договора общая сумма платежей за 5 лет составит 590 000 (за вычетом выкупной стоимости, как правило 1 % — в нашем случае 10 000). Расчёт — (1 000 000 * (12 / 100)) * 5 + 1 000 000 = 1 590 000 + 10 000 (1 % выкупная стоимость) = 1 600 000 рублей.
Как правило, первый (авансовый) платёж составляет 30 %, в нашем случае 300 000 руб. Реальные дополнительные ресурсы, которые предоставляет лизингодатель, составляют 700 000 рублей. Через 5 лет лизингополучатель в общей сумме дополнительно к первому платежу выплатит лизингодателю 1 300 000 руб. (700 000 руб. основной суммы плюс удорожание 600 000 руб.)
Таким образом, декларированная в данном примере ставка удорожания 12 % является аналогом привлечения внешнего финансирования под 17,14 % годовых.
Если договор лизинга предусматривает начисление процентов (удорожания) только на оставшуюся часть долга за вычетом уже произведённых платежей (авансы, задатки и другие), это приближает показатель ставки удорожания к эффективной стоимости финансирования.

## Реальная оценка расчёта лизинговых платежей
Для сравнения лизинга с кредитом возникает необходимость в определении эффективной процентной ставки. Но общий результат от лизинга формируется не только уровнем процентной ставки (величиной удорожания имущества). Оценить эффективность лизинговой операции возможно на основе анализа структуры лизинговых платежей и сопутствующих экономических результатов.
Для определения реальной стоимости ресурсов следует разложить лизинговый платёж на составляющие.
Формула расчёта лизинговых платежей:
Лизинговый платёж = основной долг + (проценты по кредиту + налог на имущество + прочие дополнительные затраты) * 1,20 (НДС).
Если взять 5-летний расчёт на ноябрь 2011 года, где первоначальная стоимость имущества составляет 1 млн руб., аванс 30 % и удорожание 10,40 %, то составляющие будут выглядеть следующим образом: сумма договора [1 519 780,69] = тело долга [700 тыс. руб.] + проценты по кредиту [391 346,18] + налог на имущество [47 925] + НДС [79 068,78], то есть реальная стоимость ресурсов составляет 18 % годовых. Но её следует уменьшить на ту экономию, которая возникает в связи с использованием лизинговой схемы финансирования, то есть если лизинговая компания платит 47 925 руб. налога на имущество, то при обычной схеме приобретения налог составил бы 77 948,54 руб. за 5 лет, но следует учесть, что по окончании срока лизинга компания не оплачивает налог на имущество, так как актив передаётся на баланс по нулевой стоимости.
Также следует учесть, что при приобретении за счёт кредита или собственных средств юридическое лицо зачитывает НДС со стоимости договора купли-продажи. В случае лизинга НДС ставится со всей суммы лизинговых платежей.
Если рассчитать общую сумму денежных платежей по кредиту и лизингу при равных ставках финансирования, то получится таблица следующего вида:
| ДАННЫЕ                         | ЛИЗИНГ                              | КРЕДИТ       | СОБСТВЕННЫЕ СРЕДСТВА |
| ------------------------------ | ----------------------------------- | ------------ | -------------------- |
| Сумма сделки                   | 1 000 000                           | 1 000 000    | 1 000 000            |
| Аванс                          | 30 %                                | 30 %         | 100 %                |
| Собственные средства           | 300 000,00                          | 300 000,00   | 1 000 000,00         |
| Эффективная ставка, %          | 18,00 %                             | 18,00 %      | 0,00 %               |
| Остаток суммы сделки           | 700 000,00                          | 700 000,00   | 0,00                 |
| Переплата, руб                 | 519 780,69                          | 366 523,95   | 0                    |
| Удорожание                     | 10,40 %                             | 7,33 %       | 0,00 %               |
| Коэфф. ускоренной амортизации  | 3                                   | 1            | 1                    |
| Экономия по налогу на прибыль  | 254 144,24                          | 144 397,52   | 71 145,26            |
| НДС к возмещению               | 231 830,95                          | 152 464,37   | 152 464,37           |
| Налог на имущество             | Учтён в составе лизинговых платежей | 77 948,54    | 77 948,54            |
| Конечная реальная цена покупки | 1 033 805,50                        | 1 147 610,60 | 854 338,90           |
| Ставка дисконтирования         | 18 %                                | 18 %         | 18 %                 |
| Дисконтированная цена покупки  | 770 372,81                          | 812 169,48   | 866 147,90           |